# MAN TGX nouvelle génération
Le MAN TGX nouvelle génération ou MAN TGX II est un poids lourd fabriqué par le constructeur allemand MAN.

## Historique
Il remplace le MAN TGX de première génération, produit depuis 2007. MAN a entièrement fait évoluer son nouveau poids lourd. L'intérieur comme l'extérieur sont inédits.
L'extérieur s'inspire du MAN Lion's City commercialisé depuis 2018. L'intérieur adopte une nouvelle présentation : écran digital pour les compteurs et nouvelle planche de bord.
MAN revendique une consommation de carburant en baisse de 8 % par rapport à la génération précédente.

## Motorisations
Le nouveau MAN TGX est disponible avec des 6 cylindres en ligne diesel. Les puissances s'échelonnent de 330 à 640 chevaux. Il dispose également d'un nouveau moteur, le D15.
Les moteurs sont déclinés en plusieurs versions avec différentes cylindrées :
- D15 : puissances comprises entre 330 et 400 chevaux
- D26 : puissances comprises entre 430 et 510 chevaux (430, 470 et 510)
- D38 : puissances comprises entre 520 et 640 chevaux (540, 580 et 640)[4].

|                        | D26                  | D26                  | D26                  | D38                  | D38                  | D38                  |
| ---------------------- | -------------------- | -------------------- | -------------------- | -------------------- | -------------------- | -------------------- |
| Architecture           | 6 cylindres en ligne | 6 cylindres en ligne | 6 cylindres en ligne | 6 cylindres en ligne | 6 cylindres en ligne | 6 cylindres en ligne |
| Alimentation           | Turbocompresseur     | Turbocompresseur     | Turbocompresseur     | Turbocompresseur     | Turbocompresseur     | Turbocompresseur     |
| Puissance en ch (kW)   | 430 (316)            | 470 (346)            | 510 (375)            | 540 (397)            | 580 (427)            | 640 (471)            |
| Cylindrée (en cm3)     | 12 400               | 12 400               | 12 400               |                      |                      |                      |
| Couple maxi (en N m)   | 2 200                | 2 400                | 2 600                |                      |                      |                      |
| Norme environnementale | Euro 6               | Euro 6               | Euro 6               | Euro 6               | Euro 6               | Euro 6               |